# Index librorum prohibitorum

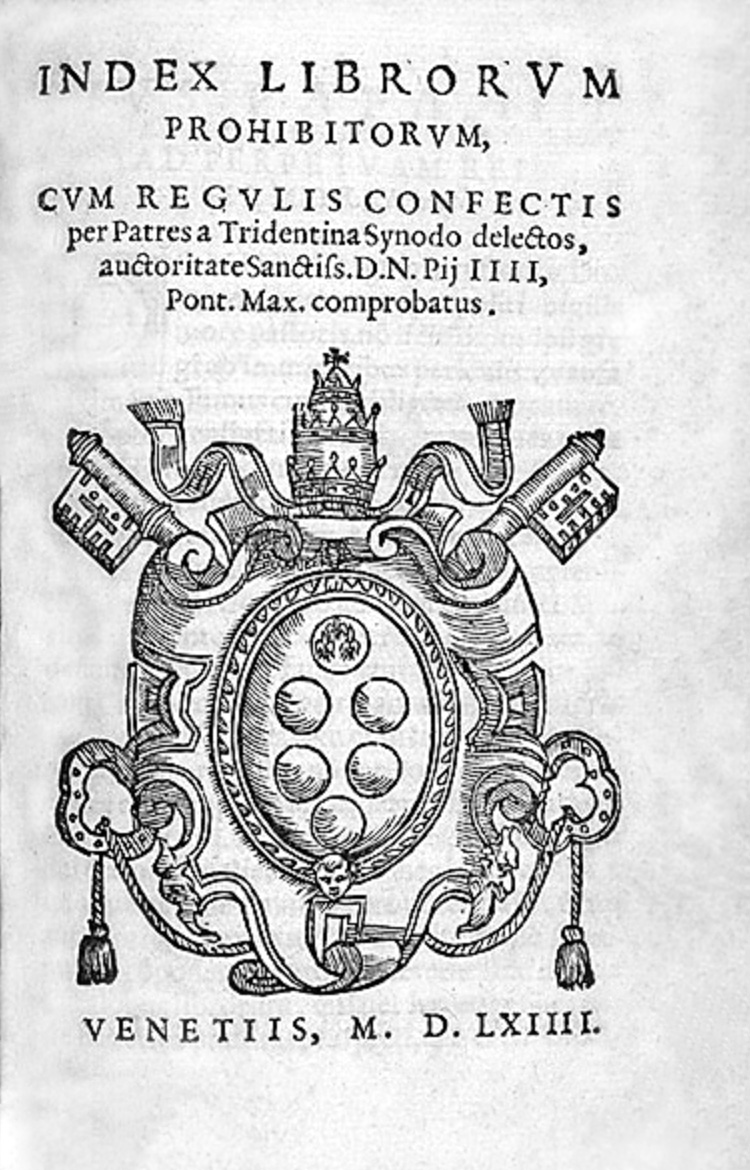
Index librorum prohibitorum

Index Librorum Prohibitorum är den katolska kyrkans lista över förbjudna böcker. Böckerna på listan var förbjudna att läsa för katoliker för att de kunde påverka deras tro eller moral.
Idén om Index uppkom första gången år 1515, den första utgåvan kom år 1557 och den sista år 1948. Listan slutade användas år 1966. Många kända författare hamnade på listan. Författarna nedan hamnade på Index av olika skäl. Ibland var det bara delar av produktionen som förbjöds, ibland allt de skrivit.

## Urval av författare på listan
Följande är ett urval av författare på listan:[källa behövs]

- Joseph Addison
- Pietro Aretino
- Francis Bacon
- Honoré de Balzac
- Simone de Beauvoir
- Giordano Bruno
- Giacomo Casanova
- Nicolaus Copernicus
- Daniel Defoe
- René Descartes
- Denis Diderot
- Alexandre Dumas d. y.
- Alexandre Dumas d. ä.
- Gustave Flaubert
- Anatole France
- Galileo Galilei
- Edward Gibbon[3]
- André Gide
- Magdalena Heymair
- Thomas Hobbes
- Victor Hugo
- David Hume
- Immanuel Kant
- John Locke
- Niccolò Machiavelli
- Maurice Maeterlinck
- John Milton
- Montesquieu
- Blaise Pascal
- François Rabelais
- Samuel Richardson
- Jean-Jacques Rousseau
- George Sand
- Jean-Paul Sartre
- Baruch Spinoza
- Laurence Sterne
- Emanuel Swedenborg
- Jonathan Swift
- Voltaire
- Ulrich Zasius
- Émile Zola